# Three Bewildered People in the Night
Pour plus de détails, voir Fiche technique et Distribution.
Three Bewildered People in the Night est un film de guérilla américain réalisé par Gregg Araki, sorti en 1987.

## Synopsis
Three Bewildered People in the Night c'est un triangle amoureux entre une artiste, son amant et son meilleur ami homosexuel : David, artiste de spectacle homosexuel, et Alicia, artiste vidéo, sont les meilleurs amis du monde. ils partagent tout, de leurs frustrations à leurs sentiments amoureux, de leurs vies sexuelles à leur job...  Ils discutent toute la nuit, pendant des heures, en buvant du café.
Puis un jour arrive Craig, un jeune homme encore indécis sur le plan professionnel (photographe ou acteur il n'arrive pas à choisir), mais aussi sur son orientation sexuelle. Et alors qu'il vit une liaison avec Alicia, David l'intrigue et attire de plus en plus... David et Alicia partageaient tout, mais peut être trop...

## Fiche technique
- Titre : Three Bewildered People in the Night
- Réalisation, scénario et production : Gregg Araki
- Pays d'origine : États-Unis
- Format : Couleurs - Mono
- Genre : Comédie dramatique
- Durée : 92 minutes
- Date de sortie : 1987

## Distribution
- Darcy Marta : Alicia
- Mark Howell : David
- John Lacques : Craig